# فیلیپ مارتین (کارگردان)
فیلیپ مارتین (انگلیسی: Philip Martin) کارگردان اهل کشور بریتانیا است. وی فیلم‌ها و سریال‌های متعددی از جمله فیلم‌های سینمایی هاوکینگ و انیشتین و ادینگتون و سریال پوآرو را کارگردانی کرده‌است.